# Адолф Кертес
Адолф Кертес (мађ. Kertész Adolf) са надимком „Кертес III“ био је мађарски фудбалер који је играо као халфбек и на професионалном нивоу за МТК Будимпешту (четири пута освојивши првенство Мађарске и једном Куп Мађарске) и на међународном нивоу за мађарску фудбалску репрезентацију. Пореклом је био Јеврејин.

## Каријера
Кертес је играо левог везног у клупском фудбалу за МТК између 1909. и 1920. године. Постигао је 19 голова у 148 лигашких утакмица. Четири пута је освојио Мађарско првенство са МТК-ом (1913–14, 1916–17, 1917–18 и 1919–20). Био је члан тима који је освојио Мађарски куп 1909–10.
Кертес је такође представљао Мађарску на међународном нивоу, забележивши 11 наступа за репрезентацију Мађарске између 1911. и 1920. године.
Кертес, који је пореклом био Јеврејин, рођен је у Кишфалуду, Аустроугарска. Имао је два старија брата који су такође били фудбалери - Вилмоша и Ђулу.
Кертес је погинуо у саобраћајној несрећи у Сарбрикену, у Немачкој, где се био настанио, у новембру 1920. године, у 28. години живота.

## Достигнућа, награде
- Мађарско првенство
  - шампион: 1913–14, 1916–17, 1917–18, 1919–20
- Мађарски куп
  - победник: 1910